# OTOHA〜音波〜
『OTOHA〜音波〜』（おとは）は、松澤由美の2作目のシングル。1997年1月25日にイーストウエスト・ジャパンから発売された。

## 概要
シングル作品としては前作「YOU GET TO BURNING」以来約10か月を経ての発表であり、本名表記での初めてのリリースとなる。
タイトル曲「OTOHA〜音波〜」は、作曲および編曲を当時UAなどを手掛け、プロデューサーとしても活動する朝本浩文が担当している。「愛はここにあるの」のコーラスで高橋洋子が参加している。

## 収録曲
1. OTOHA〜音波〜
作詞：松澤由美、作曲・編曲：朝本浩文
  - TBS系『COUNT DOWN TV』エンディングテーマ
  - ニッポン放送系『オールナイトニッポン』エンディングテーマ
2. 愛はここにあるの
作詞：松澤由美・Tosh Masuda、作曲・編曲：Tosh Masuda
3. OTOHA〜音波〜（オリジナル・カラオケ）